# أكرم ياري
أكرم ياري (1940 - 1 يناير 1979) هو سياسي وناشط ماوي أفغاني، وهو المؤسس الفعلي لمنظمة الشباب التقدمي الأفغاني.

## حياته
ولد أكرم في العام 1940 في جاغوري في أفغانستان لعائلة أرستقراطية تنتمي لأقلية الهزاره وهومن قادة الحركة الشيوعية الماوية القائد الشيوعي الماوي الأفغاني أكرم ياري.
بعد أن أنهى تعليمه العالي أصبح ياري معلماً في مدرسة خوشال خان الثانوية ثم انتقل إلى مدرسة ترزي محمود الثانوية.

## مسيرته السياسية
قام بتأسيس «رابطة الشباب التقدمي الأفغاني» ومجلتها «الشعلة الخالدة» العام 1965 متبنيا الفكر الماركسي-اللينيني فكر ماو تسي تونغ الرافض للمؤتمر العشرين للحزب الشيوعي السوفييتي قامت الرابطة بنشر الفكر الماركسي اللينيني الماوي أو المعروف بالشيوعي الثوري في الأوساط الشعبية والعمالية وبين المثقفين وبالأخص طلاب الجامعات وتحولت بسرعة كبيرة إلى قوة مؤثرة في المجتمع الأفغاني. عارض النظام الملكي والنظام الذي تلاه، نظام الحزب الديمقراطي الشعبي الموالي للسوفييت، كما حارب بشدة القوى الإسلامية.
كانت قيادة أكرم ياري لرابطة الشباب التقدمي ذات تأثير مهم، وكانت الرابطة تحظى بتأييد قوي بين جماهير العمال والطلاب في مدن أفغانستان. وبين فئات شعبية في أفغانستان، والمعروف أن حركة رابطة الشباب التقدمي الأفغاني تشتهر باسم شعلة جاويد نسبة إلى مجلتها ويتهر أعضائها (بالشعلوية).
كان أكرم ياري وهو مدرس ومنظر ماركسي لينيني على أفكار ماو تسي تونغ وقام بعرض أفكاره الماوية على العديد من المثقفين والناشطين السياسيين في أفغانستان، من بينهم الدكتور فايض أحمد، مؤسس منظمة تحرير أفغانستان (ALO).
في إطار الحملة الشرسة التي قامت بها السلطات التي يصفها الماويون بالتحريفية الموالية للسوفييت (عقب انقلاب 1978) تم اعتقاله وتعذيبه حتى مات تحت التعذيب. بقي القائد الماوي أكرم ياري رمزا كبيرا في الحركة الثورية الأفغانية وعلما من أعلام الحركة الماوية في العالم.
1. ↑  "معلومات عن أكرم ياري على موقع prabook.com". prabook.com. مؤرشف من الأصل في 2022-03-17.

## وصلات خارجية
- Akram Yari on bureaucratic capitalism
- ?Has Akram Yari founded the dialectical materialist approach of psychology